# Tsukemono
Tsukemono (漬物, つけもの) é a palavra japonesa que identifica conservas de certos alimentos tradicionalmente condicionados por processos de desidratação ou conservação em fluidos - como vinagre ou ácido cítrico - muito utilizado em culinária.

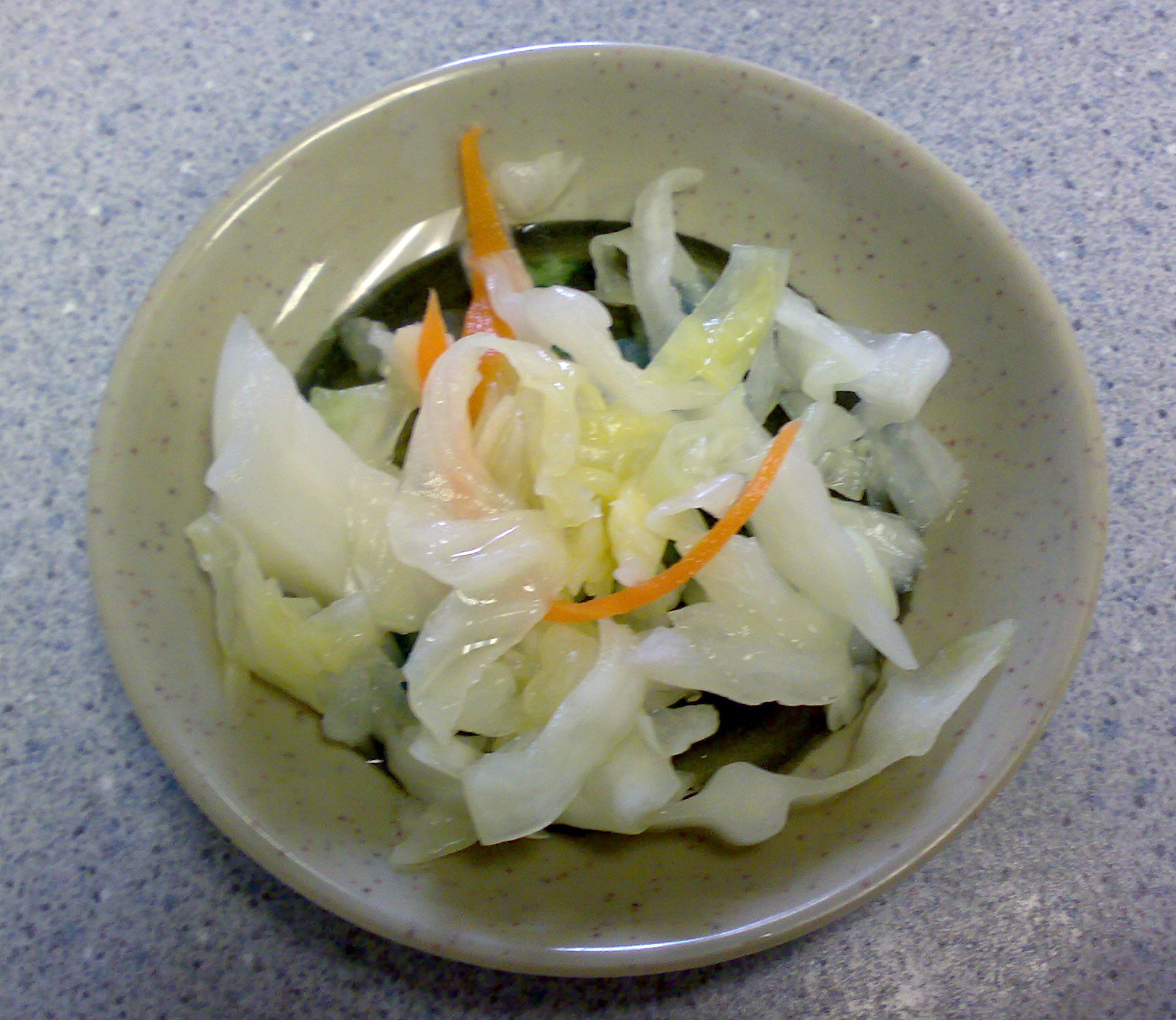
Um prato de tsukemono

Há vários tipos de alimentos utilizados para conservas no mundo gastronômico oriental, como o pepino-japonês, a acelga e o repolho.